# KV20
Ngôi mộ KV20 là một ngôi mộ ở Thung lũng của các vị Vua (Ai Cập). Nó có lẽ là ngôi mộ Hoàng gia đầu tiên được xây dựng trong thung lũng. KV20 ban đầu là nơi chôn cất của Thutmosis I (người sau đó mai táng lại trong KV38) và sau đó được chuyển đi bởi con gái mình là Hatshepsut để chứa cả cô và bố cô. Ngôi mộ đã được biết đến đầu tiên tại Thung lũng các vị Vua trong năm 1799, nhưng việc khai quật ngôi mộ chỉ được thực hiện bởi Howard Carter vào năm 1903, mặc dù nó đã được viếng thăm bởi một số các nhà thám hiểm giữa năm 1799 và năm 1903. KV20 là một ngôi mộ được phân biệt từ ngôi mộ khác trong thung lũng, cả hai người cư ngụ của nó đều cho bố trí họa tiết và cấu trúc theo chiều kim đồng hồ cong không điển hình cho lắm của các hành lang.

## Thăm dò và khai quật
Vị trí của KV20 được biết đến bởi một nhà thám hiểm người pháp trong năm 1799, Belzoni, người đã làm việc ở các khu vực trong Thung lũng trong năm 1817. Một nỗ lực đầu tiên để khai quật khu mộ đã được thực hiện bởi James Burton trong năm 1824, người đã dọn dẹp. Mặc dù Lepsius đã khám phá nó trong năm 1844 và 1845, nhưng không, ông chỉ cố gắng để khai quật khu vực xung quanh ngôi mộ. Cuộc khai quật thực sự đã được thực hiện bởi Carter. Ông bắt đầu giải phóng khu đất cứng như đá nằm chặn lối vào hành lang trong mùa xuân năm 1903. Cuộc khai quật được thực hiện bởi Carter, là thanh tra của Hội đồng Tối cao Khảo cổ học, nhưng đã được tài trợ bởi Theodore M. Davis, người đã xuất bản báo cáo của công việc trong năm 1906.

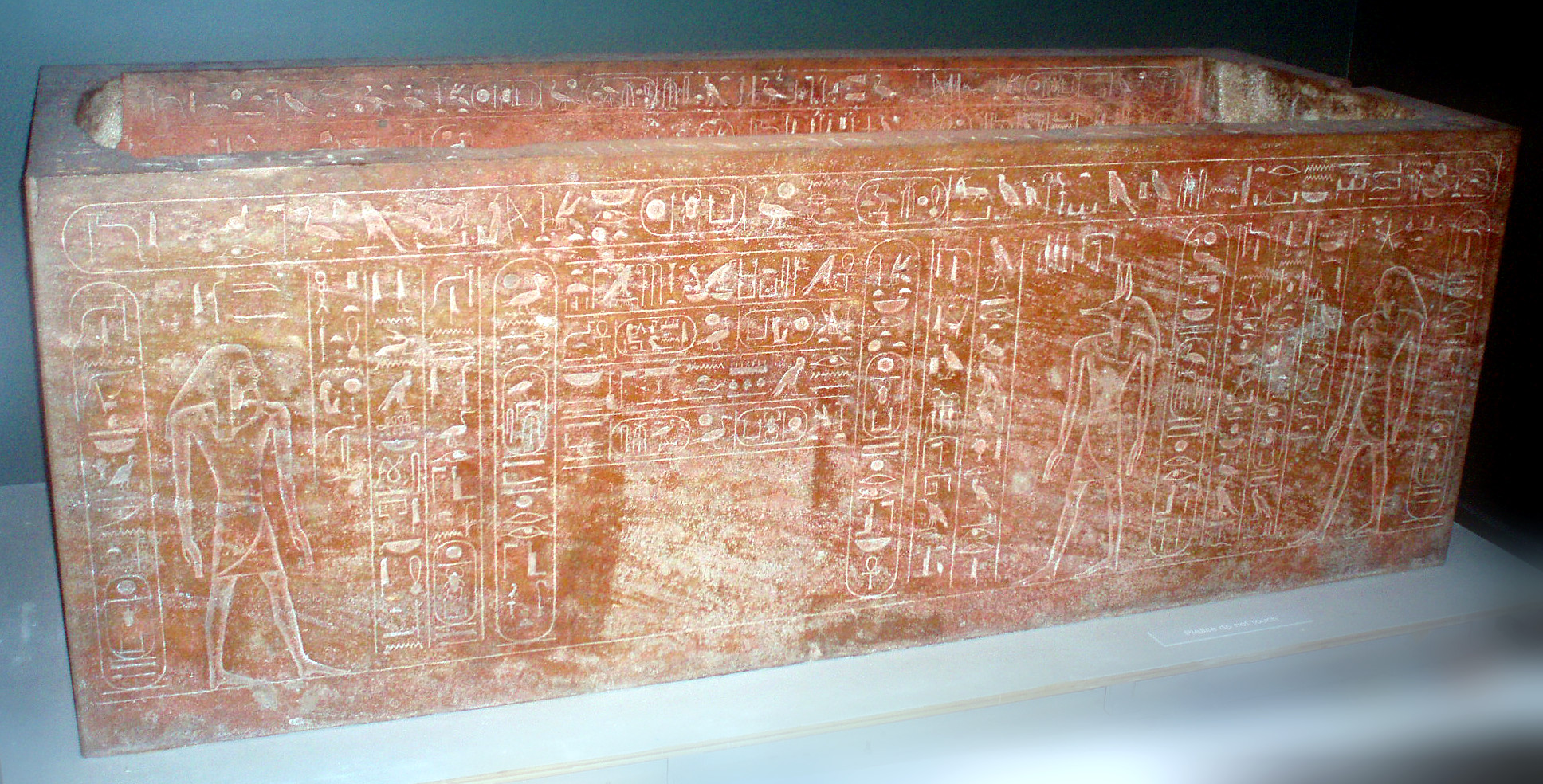
Một trong hai quan tài được tìm thấy trong KV20

## Vị trí và kích thước
KV20 nằm ở phía Đông của Thung lũng nằm gần phía sau của các ngôi mộ KV19, KV43, và KV60. Ngôi mộ có tổng chiều dài là 210 mét.

## Xem thêm

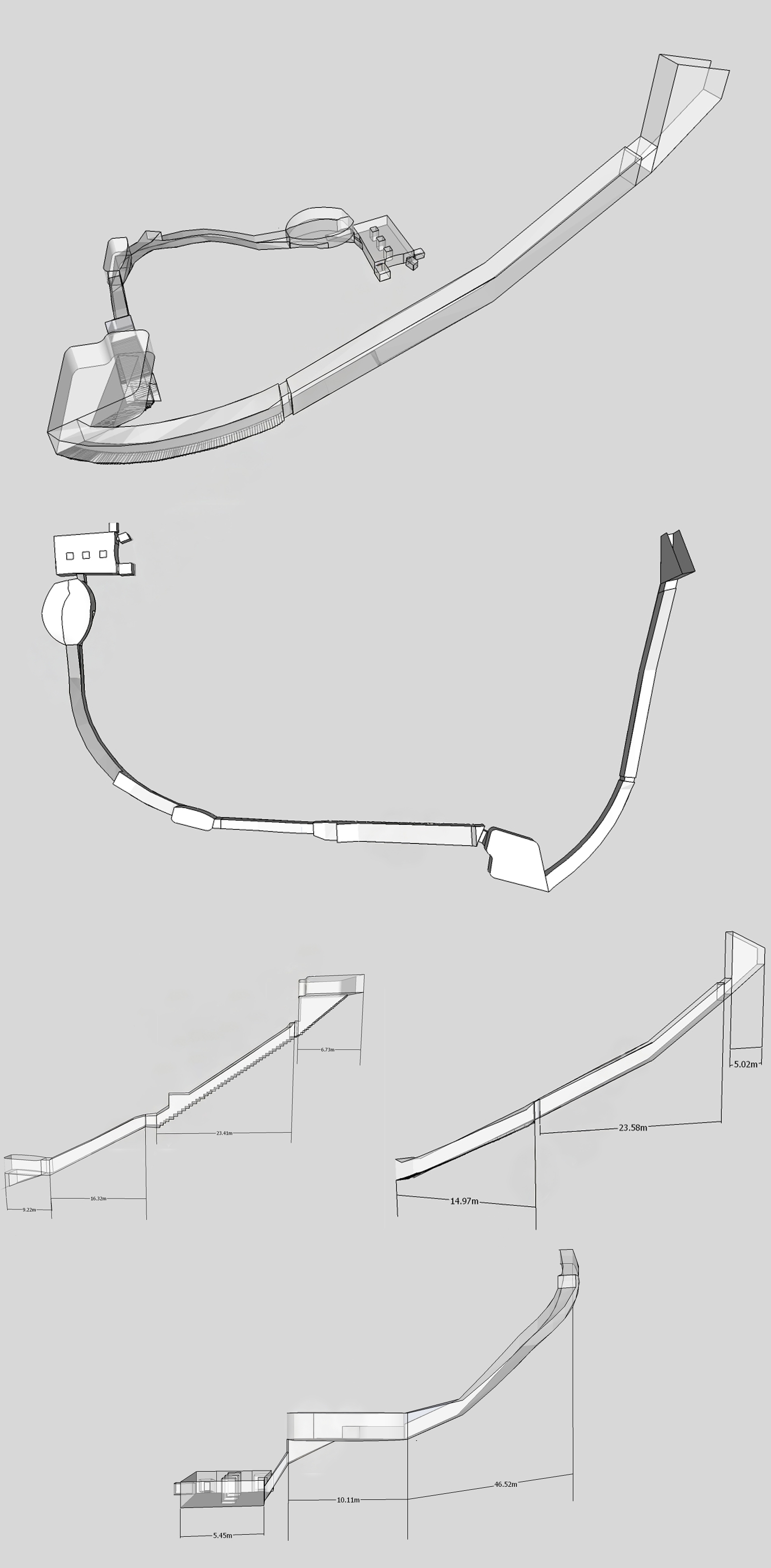
Hình ảnh của KV20 - lấy từ một mô hình 3d